# Amorphophallus tinekeae
Amorphophallus tinekeae är en kallaväxtart som beskrevs av Wilbert Leonard Anna Hetterscheid och A.Vogel. Amorphophallus tinekeae ingår i släktet Amorphophallus och familjen kallaväxter. Inga underarter finns listade.